# Caloptilia adelosema
Caloptilia adelosema là một loài bướm đêm thuộc họ Gracillariidae. Nó được tìm thấy ở Queensland.